# Gord Murphy
Gordon „Gord“ J. Murphy (* 23. Februar 1967 in Willowdale, Ontario) ist ein kanadischer Eishockeyspieler und derzeitiger -trainer. Während seiner aktiven Karriere absolvierte er über 800 Spiele in der National Hockey League und stand dabei vor allem bei den Florida Panthers und den Philadelphia Flyers unter Vertrag. Anschließend betreute er beide Teams sowie die Columbus Blue Jackets und New York Rangers als Assistenztrainer. Sein Sohn Connor ist ebenfalls professioneller Eishockeyspieler.

## Karriere

### Als Spieler

#### Jugend
Gord Murphy spielte im Jugendbereich für die Don Mills Flyers, ehe er in die Ontario Hockey League, eine der drei höchsten kanadischen Juniorenligen, zu den Oshawa Generals wechselte. Bereits nach einer Saison wurde er im NHL Entry Draft 1985 von den Philadelphia Flyers an 189. Position ausgewählt, verblieb allerdings noch zwei weitere Jahre in der OHL. Dort gewann er 1987 mit der Mannschaft den J. Ross Robertson Cup und nahm somit am Memorial Cup teil, bei dem er ins All-Star Team berufen wurde. Mit Beginn der Saison 1987/88 trat er in die Organisation der Philadelphia Flyers über, wobei er die gesamte Spielzeit bei deren Farmteam, den Hershey Bears, in der American Hockey League verbrachte und dort sein Profidebüt gab. Mit den Bears gewann er am Ende der Saison den Calder Cup.

#### NHL
Mit Beginn der Saison 1988/89 etablierte sich der Verteidiger im NHL-Aufgebot der Flyers und gewann im darauf folgenden Jahr die teaminterne Barry Ashbee Trophy als bester Verteidiger der Mannschaft. Nach dreieinhalb Saisons und über 250 NHL-Einsätzen gaben ihn die Flyers im Januar 1992 samt Brian Dobbin und einem Drittrunden-Wahlrecht für den NHL Entry Draft 1992 an die Boston Bruins ab; nach Philadelphia kamen im Gegenzug Wes Walz und Garry Galley. In Boston blieb der Kanadier nur eineinhalb Saisons, ehe er im Juni 1993 an die Dallas Stars abgegeben wurde. Dort stand er allerdings nur wenige Tage unter Vertrag, da er im NHL Expansion Draft 1993 von den Florida Panthers ausgewählt wurde. Mit den Panthers und den Mighty Ducks of Anaheim kamen 1993 zwei neue Mannschaften zur NHL hinzu, die ihre jeweiligen Mannschaften aus Spielern bestehender Teams zusammensetzten. Somit gehörte Murphy zu den ersten Spielern der neu gegründeten Panthers.
Für die Panthers absolvierte Murphy in sechs Saisons 410 Spiele, wobei er die Mannschaft in fünf Spielzeiten als Assistenzkapitän anführte. 1996 erreichte er mit der Mannschaft das Finale um den Stanley Cup, scheiterte dort allerdings an der Colorado Avalanche (0:4). Zudem nahm er mit der kanadischen Nationalmannschaft an der Weltmeisterschaft 1998 teil und belegte dort den sechsten Platz. 1999 wurde er, als direkte Folge des NHL Expansion Draft, samt Daniel Tjärnqvist, Herberts Vasiļjevs und einem Draftrecht zu den neu gegründeten Atlanta Thrashers transferiert – im Gegenzug erhielten die Panthers Torhüter Trevor Kidd.
Nach zwei Jahren in Atlanta, wo er ebenfalls als Assistenzkapitän fungierte, kehrte er im Januar 2002 als Free Agent zu den Boston Bruins zurück. Dort kam der Kanadier allerdings nicht mehr zu regelmäßigen Einsätzen, unter anderem aufgrund einer Schulterverletzung, durch die er bereits einen Großteil der Vorsaison verpasst hatte. Im März 2002 beendete er seine aktive Karriere offiziell.

### Als Trainer
Bereits im Juli 2002, nur vier Monate nach seinem Karriereende, nahm er seine Tätigkeit als Assistenztrainer der Columbus Blue Jackets auf. Diese Position hatte er acht Jahre inne, bis er im Juni 2010 entlassen wurde. Nur einen Monat später übernahm er in gleicher Funktion bei den Florida Panthers, bei denen er den Großteil seiner aktiven Karriere verbracht hatte. Nach dreieinhalb Jahren wurde er gemeinsam mit Cheftrainer Kevin Dineen im November 2013 entlassen. Dineen war es auch, mit dem er (ebenfalls als Assistent) im März 2014 die kanadische U18-Nationalmannschaft übernahm und sie bei der U18-Weltmeisterschaft 2014 zur Bronzemedaille führte.
Im Juni 2014 kehrte er erneut zu einem seiner früheren Teams zurück, so wurde er als Assistenztrainer bei den Philadelphia Flyers angestellt. Das Team betreute er über vier Jahre, bis er im November 2018 im Zuge der Entlassung von Ron Hextall ebenfalls von seinen Pflichten enthoben wurde. Anschließend kehrte er in die AHL zurück und war dort als Assistent von Kris Knoblauch beim Hartford Wolf Pack tätig, bevor er zur Saison 2021/22 innerhalb der Organisation zum Assistenztrainer vom ebenfalls neu verpflichteten Headcoach Gerard Gallant befördert wurde. Mit Gallant hatte Murphy bereits bei den Blue Jackets zusammengearbeitet. Nach der Saison 2022/23 wurde er samt Gallant entlassen.

## Erfolge und Auszeichnungen
- 1987 J.-Ross-Robertson-Cup-Gewinn mit den Oshawa Generals
- 1987 Memorial Cup All-Star Team
- 1988 Calder-Cup-Gewinn mit den Hershey Bears

## Karrierestatistik

### International
Vertrat Kanada bei:
- Weltmeisterschaft 1998

(Legende zur Spielerstatistik: Sp oder GP = absolvierte Spiele; T oder G = erzielte Tore; V oder A = erzielte Assists; Pkt oder Pts = erzielte Scorerpunkte; SM oder PIM = erhaltene Strafminuten; +/− = Plus/Minus-Bilanz; PP = erzielte Überzahltore; SH = erzielte Unterzahltore; GW = erzielte Siegtore; 1 Play-downs/Relegation; Kursiv: Statistik nicht vollständig)

## Persönliches
Gord Murphy ist verheiratet und hat zwei Söhne sowie eine Tochter. Sein Sohn Connor Murphy ist ebenfalls professioneller Eishockeyspieler.